# Хайнц, Пиус
Пиус Хайнц (нем. Pius Heinz, р. 4 мая 1989 г.) — немецкий профессиональный игрок в покер, победитель Главного турнира Мировой серии покера в 2011 году. Стал первым немецким игроком, которому удалось выиграть чемпионский браслет на Главном Турнире WSOP и получить неофициальный титул Чемпиона мира по покеру.
В финальном хедс-апе (поединке один на один) Главного Турнира WSOP 2011 Пиус Хайнц в упорной борьбе сломил сопротивление чешского игрока Мартина Сташко. Победными карманными картами для Пиуса стали Т♠ К♣, которые оказались сильнее 10♣ 7♣ Мартина Сташко на доске 5♣ 2♦ 9♠ В♥ 4♦.

## Общая информация
Хайнц родился в Кёльне, Германия; в колледже занимался изучением психологии бизнеса. В настоящий момент проживает в столице Австрии Вене, и имеет австрийский вид на жительство.

## Покерная карьера
Хайнц заинтересовался игрой в покер после того, как посмотрел трансляции Мировой серии покера и знаменитого шоу High Stakes Poker на немецком ТВ. Сыграв несколько «домашних» турниров в покер со своими друзьями, Пиус убедился в том, что покер является увлекательной интеллектуальной игрой, где опыт и умение имеют решающее значение. Хайнц занялся тщательным теоретическим изучением покера, закрепляя практические навыки в онлайне. К настоящему моменту общая сумма призовых, заработанных Хайнцом в онлайн-турнирах, составляет более 700 тысяч долларов.
Крупнейшими достижениями в онлайне для Хайнца стали первым места в Full Tilt Poker Sunday Mulligan (2010 г.) и PokerStars 150000$ GTD Tournament (2011 г.)
Несмотря на развитые навыки игры в онлайне, Пиус осознавал, что не имеет «достаточного опыта живой игры в покер… Турниры в офлайне очень нединамичны, и для победы в них необходимо иметь огромный запас терпения и железные нервы.» За первые 15 турниров Мировой серии покера-2011 Пиусу ни разу не удалось попасть в «призовую» зону. Первым успехом Хайнца на WSOP-2011 стало 7-е место в турнире по безлимитному холдему с бай-ином в 1500$ (приз за 7-е место составил 83286$). По признанию самого Пиуса, это были его первые в жизни призовые в «офлайн»-турнире.
| Год  | Турнир                                        | Сумма призовых |
| ---- | --------------------------------------------- | -------------- |
| 2011 | 10 000$ No Limit Hold’em — World Championship | 8 715 638$     |